# Фінал кубка Німеччини з футболу 1938
Фінал Кубка Німеччини з футболу 1938 — фінальний матч розіграшу кубка Німеччини сезону 1938 відбувся 8 січня 1939 року. У поєдинку зустрілися «Франкфурт» з однойменного міста та віденський «Рапід». Перемогу з рахунком 3:1 здобув «Рапід».
| Володар Кубка Німеччини 1938  |
| ----------------------------- |
|                               |
| «Рапід» (Відень) Перший титул |

## Учасники
| Клуб        | Участей | Роки (жирним виділено перемоги) |
| ----------- | ------- | ------------------------------- |
| «Франкфурт» | дебют   | дебют                           |
| «Рапід»     | дебют   | дебют                           |

## Шлях до фіналу
| Раунд                                                   | Противник              | Рахунок |
| ------------------------------------------------------- | ---------------------- | ------- |
| Перший раунд                                            | «КСК-1903» (Г)         | 1–0     |
| Другий раунд                                            | «Гарта» (Д)            | 3–1     |
| Третій раунд                                            | «Фортуна» (Д)          | 3–1     |
| 1/8                                                     | «Мюльбург» (Д)         | 3–1     |
| 1/4                                                     | «Мюнхен 1860» (Г)      | 2–1 дч  |
| 1/2                                                     | «Вінер Шпорт-Клуб» (Д) | 3–2     |
| (Д) = Вдома; (Г) = У гостях; (Н) = На нейтральному полі |                        |         |

| Раунд                                                   | Противник         | Рахунок |
| ------------------------------------------------------- | ----------------- | ------- |
| 1/8                                                     | «Аустро-Фіат» (Д) | 5–1     |
| 1/4                                                     | «Вальдгоф» (Г)    | 3–2     |
| 1/2                                                     | «Нюрнберг» (Д)    | 2–0     |
| (Д) = Вдома; (Г) = У гостях; (Н) = На нейтральному полі |                   |         |

## Матч

### Деталі
| 8 січня 1939 |

| Франкфурт     | 1:3      | Рапід (Відень)                     |
| ------------- | -------- | ---------------------------------- |
| Дошедцаль 17' | Протокол | Шорс 80' Гофштеттер 85' Біндер 90' |

| Олімпіаштадіон, Берлін Глядачів: 40 000 Арбітр: Фріц Рюхле |

|  |  |

| В                |  | Ганс Вольф          |
| З                |  | Гайнріх Швайнгардт  |
| З                |  | Віллі Май           |
| ПЗ               |  | Фріц Фенд           |
| ПЗ               |  | Гайнріх Дітч        |
| ПЗ               |  | Артур Беттген       |
| Н                |  | Гайні Вернер        |
| Н                |  | Франц Фауст         |
| Н                |  | Франц Дошедцаль     |
| Н                |  | Карл Гельдманн      |
| Н                |  | Бубі Армбрустер (к) |
| Головний тренер: |  |                     |
| Мартін Айлінг    |  |                     |

| В                |  | Рудольф Рафтль    |
| З                |  | Рудольф Шлауф     |
| З                |  | Геріберт Шпернер  |
| ПЗ               |  | Штефан Скоумаль   |
| ПЗ               |  | Йоганн Гофштеттер |
| ПЗ               |  | Франц Вагнер      |
| Н                |  | Ганс Пессер       |
| Н                |  | Вільгельм Голек   |
| Н                |  | Франц Біндер (к)  |
| Н                |  | Георг Шорс        |
| Н                |  | Франц Гофер       |
| Головний тренер: |  |                   |
| Леопольд Ніч     |  |                   |